# Naiarite
Naiarite (Nayarit) é um dos 31 estados do México, localizado no oeste do país.

## História
- Fez parte do estado de Jalisco até 1884, quando passou a ser um Território Federal.
- Tornou-se estado em 5 de fevereiro de 1917.

## Pessoas Ilustres.
- Amado Nervo, poeta e ministro.
- Luis Ernesto Miramontes Cárdenas, cientista, inventor da pílula anticoncepcional.
- O governador é Ney González Sánchez, do Partido Revolucionário Institucional (PRI), desde agosto de 2005.
- A atriz e comediante Maria Antonieta de las Nieves nasceu no estado.